# تک‌سنگ

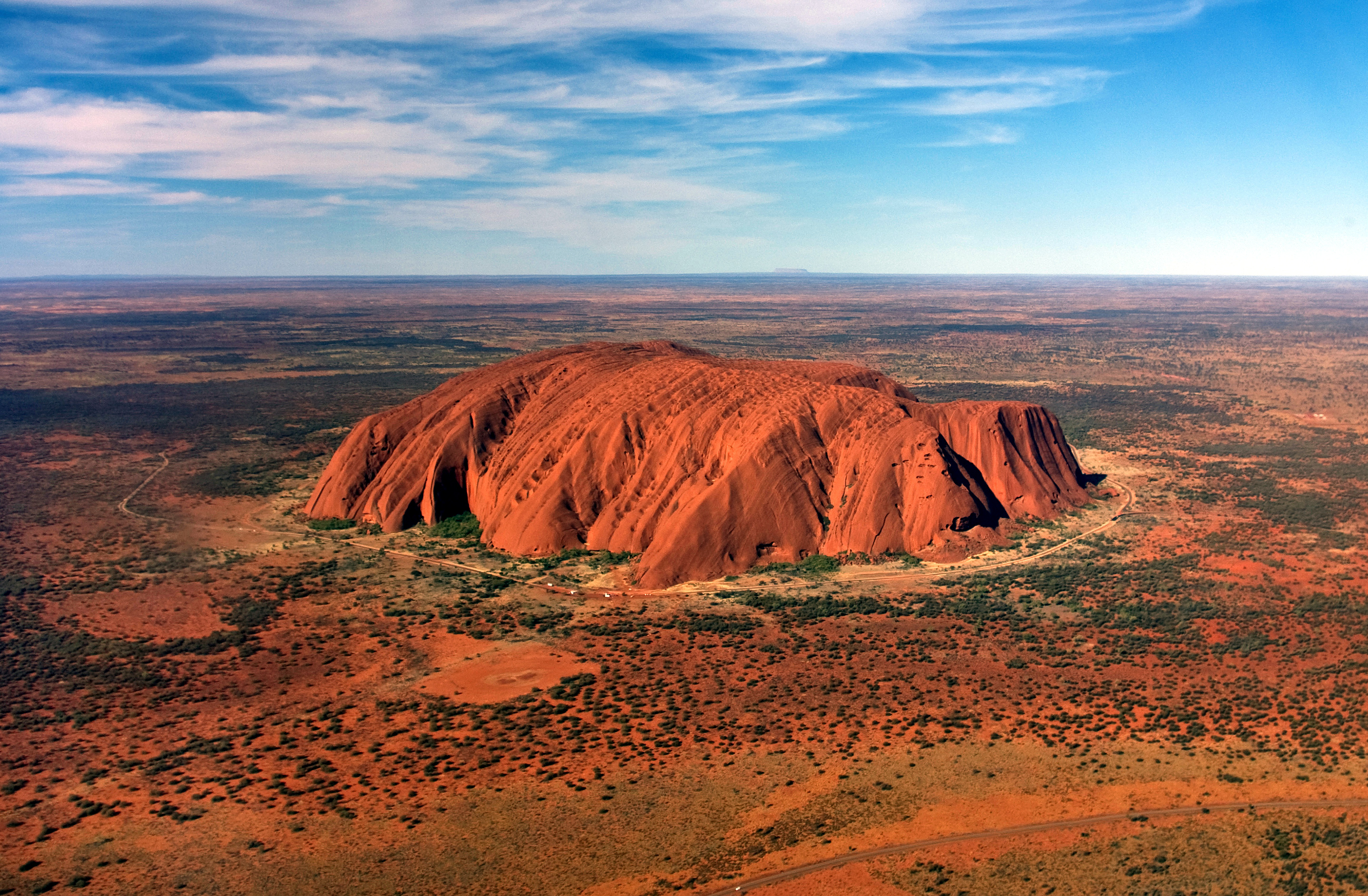
اولورو در قلمرو شمالی استرالیا اغلب به عنوان بزرگ‌ترین تک‌سنگ دنیا شناخته می‌شود در حالی که عموماً زمین‌شناسان آن را نمی‌پذیرند. زمانی که صخره‌های پیرامونی دچار فرسایش شده، سنگ‌های باقی‌مانده به شکل چینه ماسه‌سنگی بقایای اولورو را به صورت یک تک‌سنگ تشکیل داده‌اند.

تک‌سنگ یا مونولیت (به انگلیسی/فرانسوی/لاتین/آلمانی: Monolith) عارضه‌ای زمین‌شناختی است که از یک توده منفرد سنگ یا صخره تشکیل شده‌است؛ مانند برخی کوه‌ها یا تکه‌های منفرد صخره‌ای که به شکل یک یادبود یا ساختمان شکل گرفته‌است. اغلب اوقات فرسایش باعث رخنمون سازندهای زمین‌شناسی مقاوم که از سنگ‌های آذرین و دگرگونی مقاوم تشکیل شده‌اند، می‌گردد و بدین ترتیب تک‌سنگ تشکیل می‌شود.
واژه مونولیت از زبان لاتین و زبان یونانی آمده است و در اصل مونولیتوس بود.